# ミスター・オリンピア
ミスター・オリンピア（Mr. Olympia）は、IFBBによって毎年開催されている国際的なボディビル大会。プロ・ボディビル界の最高峰とされる。

## 概要
本大会はミスター・ユニバースの勝者達を競わせて賞金を獲得させる目的でジョー・ウイダーによって創設された。最初の大会はニューヨークのブルックリン音楽アカデミーにて1965年9月18日に開催された。
現在の優勝回数記録は8回で、リー・ヘイニー（1984年-1991年）とロニー・コールマン（1998年-2005年）の2名が保持している。
映画『アーノルド・シュワルツェネッガーの鋼鉄の男』（1977年）では、1975年の大会に向けてのトレーニングと、本作で俳優への足掛かりを掴んだアーノルド・シュワルツェネッガーとルー・フェリーニョ、そして大会の上位入賞者達を取り上げている。
2006年ミスター・オリンピアは9月30日にラスベガスにて開催され、ジェイ・カトラーがロニー・コールマンを破り、初めてタイトルを獲得した。
本大会と並行して、女性ボディビルダーの為のミズ・オリンピアが開催されている。加えて、フィットネスとフィギュアの選手の為のフィットネス・オリンピアとフィギュア・オリンピアがそれぞれ開催されている。いずれも女性のみの競技で、フィットネスは容姿に加えて身体能力が審査対象となり（多くのフィットネス選手はエアロビクス、体操競技などのバックボーンがある）、年々身体能力のレベルが高くなっている一方で、フィギュアは基本的に容姿のみが審査対象となり、フィットネスでの身体能力に限界を感じた選手がフィギュアに転向する例も多い。またコンベンションも同時開催され、フィットネスや格闘技なども含めた一大展示会として大会と同時進行で多くの来場者を呼び込んでいる。コンベンションには歴代のオリンピアや著名な人物が訪れることも多い。
1994年より40歳以上の男子ボディビルダーを対象にしたマスターズ・オリンピアが開催されていたが、財政的な理由により、2002年で一旦終了している。因に日本人で石村勝巳が5回出場しており、2000年には60歳代で1位となっている（全体では15位）。11年後の2023年に復活し、日本人で 山岸秀匡  が212ポンド以下級で優勝している。

## 歴史

### 1960年代
1965年と1966年の大会は当時有名なボディービルダーの一人であったラリー・スコットが優勝。スコットは巨大で丸みを帯びはちきれんばかりの上腕二頭筋、上腕三頭筋、肩、胸とはっきりとした筋肉のシェイプを備えたフィジークを示した。彼の上腕は20インチ（50cm）を超え、当時のボディービルダーの中でも最も大きい部類に入り、大会でもそれが示された。
スコットは1966年の勝利直後に引退を表明した。
1967年の大会はボディビルの新たな幕開けとなった。“伝説”と称されたセルジオ・オリバがこの年から3連勝を果たす。5フィート9インチ（175.3cm）、240ポンド（108.9kg）のオリバは筋量と筋鮮明度のあからさまなレベルを示した。細いウエストの理想的な上体を持つ巨大なVシェイプは、過去の大会でも前例が無いほどだった。彼の上腕は22インチ(56cm)近くあり、胸囲は56インチ（142cm）、そこから縊れた29インチ（73.7cm）のウエストと30インチ(76.2cm)の筋量豊富な脚を備えていた。オリバは1967年から3年に渡って勝ち続け、1969年には挑戦者であるアーノルド・シュワルツェネッガーを下した。シュワルツェネッガーにとっては最初で最後のミスター・オリンピア大会における敗北である。

### 1970年代
前年2位に終わったアーノルド・シュワルツェネッガーが、1970年の大会にてセルジオ・オリバを破った。当時シュワルツェネッガーは6フィート2インチ（188センチ）・240ポンド（108.8キロ）あり、セルジオ・オリバと上腕、胸と背中のサイズで互角に渡り合えた。しかしながら、シュワルツェネッガーの桁外れのディフィニションとセルジオ・オリバ以上の筋肉の逞しさは彼にタイトルをもたらすに十分であった。
1972年、シュワルツェネッガーはオリバの再挑戦を退け、その後オリバはIFBBから引退した。シュワルツェネッガーは翌年からも3連勝し、特に1975年の大会は映画「パンピング・アイアン」で取り上げられ、ルー・フェリグノ、セルジュ・ヌブレ、フランコ・コロンブ等の注目に値するボディービルダー達も登場した（フランコ・コロンブは1976年の大会にて優勝する事になる）。
1975年の大会に勝利した後、シュワルツェネッガーは競技生活から引退する事を発表した。
1977年より、フランク・ゼーンが3連勝。それまでのシュワルツェネッガー、オリバ、フェリーニョ等の重量感とは違い、ゼーンはシンメトリー・美しさ・ディフィニションがそれぞれ際立った肉体を作り上げ、彼を超える筋量を持ちながらもディフィニションでは及ばない相手達を負かす事が出来た。

### 1980年代
1980年大会は現役復帰したシュワルツェネッガーが優勝したが、その審査は大いに物議を醸した。以前の大会よりも明らかに彼のコンディションが悪かったことから、シュワルツェネッガーの勝利はそのフィジークではなく、彼の人気と知名度の高さとによるものだ、と批判を受けた。審査員がシュワルツェネッガーに親しい人間に変更され、それからシュワルツェネッガー自身は遅れて大会に出場登録したのだ、との批判もなされた。
翌1981年のコロンブの勝利も、前年同様大きな疑問を残した。審査がその客観的視点を失ってしまい、いまやフィジークの質よりも知名度に対して賞を与えている、との批判がなされた。
1982年の大会では、極限までのカットを見せたクリス・ディッカーソンが優勝。
1983年にはシンメトリーと筋肉の美しさを示したサミア・バヌーが優勝した。
1984年より、著しい筋量・シンメトリー・セパレーションを兼ね備え、抜群のプロポーションと偉大なバック(広背筋)を持つリー・ヘイニーが8連勝という記録を打ち立てた。

### 1990年代
1991年の優勝後、ヘイニーは競技生活を引退した。
1992年、前年2位だったドリアン・イエーツが優勝、その後1997年まで6連勝。この間、プロ大会の審査は筋量に重きが置かれ、多くのボディビル伝統主義者が、シンメトリー・美しさ・プロポーションよりも筋量が勝利への最も重要な要素になってしまったとコメントしている。
1997年の優勝後、イエーツは競技生活を引退。1998年より、ロニー・コールマンが連勝を続けた。

### 2000年代
ロニー・コールマンがヘイニーの記録である8連勝に並び、記録更新かと思われたが、2006年9月30日に行われたミスター・オリンピアにおいて、前年度2位のジェイ・カトラーがコールマンの9連覇を阻止して新ミスター・オリンピアに就き、コールマンは2位に終わる。
2007年、山岸秀匡が日本人初のミスター・オリンピアに出場し、ファイナルに進出。13位を獲得する快挙を成し遂げる。2008年にデキスター・ジャクソンが初優勝。2009年、2010年にカトラーが優勝を遂げ、2011年よりフィル・ヒースが7連覇を続ける。2018年フィル・ヒースの8連覇を阻止しショーン・ローデンが初優勝した。2019年は前年度優勝のショーン・ローデンが出場資格を剥奪というアクシデントがあり、波乱の中、ブランドン・カリーが初優勝を成し遂げた。

## 出場資格
全てのミスター・オリンピア出場選手は出場資格を得る必要がある。出場資格を得る方法は以下の通り。
- ミスター・オリンピア優勝経験者（但し優勝が5年以上前ならIFBBの承認が必要）
- 前回のミスター・オリンピア6位以内入賞者
- その年のアーノルド・クラシック6位以内入賞者
- その年のニューヨーク・メンズ・プロフェッショナル（旧ナイト・オブ・チャンピオンズ）5位以内入賞者
- 上記以外の前年ミスター・オリンピア以降のIFBBプロ大会の3位以内入賞者
- マスターズ・プロフェッショナル・ワールド・チャンピオンシップスの勝者

このほか主催者は、上記の出場資格を得ていない選手一名を「特別招待選手」に指名することができる。大会の数週間前まで引退していたアーノルド・シュワルツェネッガーが1980年大会への出場を認められたのはこのルールによる。

## 優勝者
| 年     | 優勝者                           | 場所                                         |
| ------ | -------------------------------- | -------------------------------------------- |
| 1965年 | ラリー・スコット                 | アメリカ合衆国・ニューヨーク                 |
| 1966年 | ラリー・スコット                 | アメリカ合衆国・ニューヨーク                 |
| 1967年 | セルジオ・オリバ                 | アメリカ合衆国・ニューヨーク                 |
| 1968年 | セルジオ・オリバ                 | アメリカ合衆国・ニューヨーク                 |
| 1969年 | セルジオ・オリバ                 | アメリカ合衆国・ニューヨーク                 |
| 1970年 | アーノルド・シュワルツェネッガー | アメリカ合衆国・ニューヨーク                 |
| 1971年 | アーノルド・シュワルツェネッガー | フランス・パリ                               |
| 1972年 | アーノルド・シュワルツェネッガー | ドイツ・エッセン                             |
| 1973年 | アーノルド・シュワルツェネッガー | アメリカ合衆国・ニューヨーク                 |
| 1974年 | アーノルド・シュワルツェネッガー | アメリカ合衆国・ニューヨーク                 |
| 1975年 | アーノルド・シュワルツェネッガー | 南アフリカ・プレトリア                       |
| 1976年 | フランコ・コロンブ               | アメリカ合衆国・オハイオ州コロンバス         |
| 1977年 | フランク・ゼーン                 | アメリカ合衆国・オハイオ州コロンバス         |
| 1978年 | フランク・ゼーン                 | アメリカ合衆国・オハイオ州コロンバス         |
| 1979年 | フランク・ゼーン                 | アメリカ合衆国・オハイオ州コロンバス         |
| 1980年 | アーノルド・シュワルツェネッガー | オーストラリア・シドニー                     |
| 1981年 | フランコ・コロンブ               | アメリカ合衆国・オハイオ州コロンバス         |
| 1982年 | クリス・ディッカーソン           | イギリス・ロンドン                           |
| 1983年 | サミア・バヌー                   | ドイツ・ミュンヘン                           |
| 1984年 | リー・ヘイニー                   | アメリカ合衆国・ニューヨーク                 |
| 1985年 | リー・ヘイニー                   | ベルギー・ブリュッセル                       |
| 1986年 | リー・ヘイニー                   | アメリカ合衆国・オハイオ州コロンバス         |
| 1987年 | リー・ヘイニー                   | スウェーデン・ゴーセンバーグ                 |
| 1988年 | リー・ヘイニー                   | アメリカ合衆国・カリフォルニア州ロサンゼルス |
| 1989年 | リー・ヘイニー                   | イタリア・リミニ                             |
| 1990年 | リー・ヘイニー                   | アメリカ合衆国・イリノイ州シカゴ             |
| 1991年 | リー・ヘイニー                   | アメリカ合衆国・フロリダ州オーランド         |
| 1992年 | ドリアン・イエーツ               | フィンランド・ヘルシンキ                     |
| 1993年 | ドリアン・イエーツ               | アメリカ合衆国・ジョージア州アトランタ       |
| 1994年 | ドリアン・イエーツ               | アメリカ合衆国・ジョージア州アトランタ       |
| 1995年 | ドリアン・イエーツ               | アメリカ合衆国・ジョージア州アトランタ       |
| 1996年 | ドリアン・イエーツ               | アメリカ合衆国・イリノイ州シカゴ             |
| 1997年 | ドリアン・イエーツ               | アメリカ合衆国・カリフォルニア州ロングビーチ |
| 1998年 | ロニー・コールマン               | アメリカ合衆国・ニューヨーク                 |
| 1999年 | ロニー・コールマン               | アメリカ合衆国・ネバダ州ラスベガス           |
| 2000年 | ロニー・コールマン               | アメリカ合衆国・ネバダ州ラスベガス           |
| 2001年 | ロニー・コールマン               | アメリカ合衆国・ネバダ州ラスベガス           |
| 2002年 | ロニー・コールマン               | アメリカ合衆国・ネバダ州ラスベガス           |
| 2003年 | ロニー・コールマン               | アメリカ合衆国・ネバダ州ラスベガス           |
| 2004年 | ロニー・コールマン               | アメリカ合衆国・ネバダ州ラスベガス           |
| 2005年 | ロニー・コールマン               | アメリカ合衆国・ネバダ州ラスベガス           |
| 2006年 | ジェイ・カトラー                 | アメリカ合衆国・ネバダ州ラスベガス           |
| 2007年 | ジェイ・カトラー                 | アメリカ合衆国・ネバダ州ラスベガス           |
| 2008年 | デキスター・ジャクソン           | アメリカ合衆国・ネバダ州ラスベガス           |
| 2009年 | ジェイ・カトラー                 | アメリカ合衆国・ネバダ州ラスベガス           |
| 2010年 | ジェイ・カトラー                 | アメリカ合衆国・ネバダ州ラスベガス           |
| 2011年 | フィル・ヒース                   | アメリカ合衆国・ネバダ州ラスベガス           |
| 2012年 | フィル・ヒース                   | アメリカ合衆国・ネバダ州ラスベガス           |
| 2013年 | フィル・ヒース                   | アメリカ合衆国・ネバダ州ラスベガス           |
| 2014年 | フィル・ヒース                   | アメリカ合衆国・ネバダ州ラスベガス           |
| 2015年 | フィル・ヒース                   | アメリカ合衆国・ネバダ州ラスベガス           |
| 2016年 | フィル・ヒース                   | アメリカ合衆国・ネバダ州ラスベガス           |
| 2017年 | フィル・ヒース                   | アメリカ合衆国・ネバダ州ラスベガス           |
| 2018年 | ショーン・ローデン               | アメリカ合衆国・ネバダ州ラスベガス           |
| 2019年 | ブランドン・カリー               | アメリカ合衆国・ネバダ州ラスベガス           |
| 2020年 | マムド・エルスビエイ             | アメリカ合衆国・フロリダ州オーランド         |
| 2021年 | マムド・エルスビエイ             | アメリカ合衆国・フロリダ州オーランド         |
| 2022年 | ハディ・チョーパン               | アメリカ合衆国・ネバダ州ラスベガス           |
| 2023年 | デレク・ランスフォード           | アメリカ合衆国・フロリダ州オーランド         |
| 2024年 | サムソン・ダウダ                 | アメリカ合衆国・ネバダ州ラスベガス           |

### 優勝回数
| 回数 | 名前                             | 年                           |
| ---- | -------------------------------- | ---------------------------- |
| 8    | リー・ヘイニー                   | 1984年-1991年                |
| 8    | ロニー・コールマン               | 1998年-2005年                |
| 7    | アーノルド・シュワルツェネッガー | 1970年-1975年, 1980年        |
| 7    | フィル・ヒース                   | 2011年-2017年                |
| 6    | ドリアン・イエーツ               | 1992年-1997年                |
| 4    | ジェイ・カトラー                 | 2006年-2007年, 2009年-2010年 |
| 3    | セルジオ・オリバ                 | 1967年-1969年                |
| 3    | フランク・ゼーン                 | 1977年-1979年                |
| 2    | ラリー・スコット                 | 1965年-1966年                |
| 2    | フランコ・コロンブ               | 1976年, 1981年               |
| 2    | マムド・エルスビエイ             | 2020年-2021年                |
| 1    | クリス・ディッカーソン           | 1982年                       |
| 1    | サミア・バヌー                   | 1983年                       |
| 1    | デキスター・ジャクソン           | 2008年                       |
| 1    | ショーン・ローデン               | 2018年                       |
| 1    | ブランドン・カリー               | 2019年                       |
| 1    | ハディ・チョーパン               | 2022年                       |
| 1    | デレク・ランスフォード           | 2023年                       |
| 1    | サムソン・ダウダ                 | 2024年                       |